# Gustavo Cabrera
Gustavo Adolfo Cabrera Marroquin (født 13. december 1979 i Santo Tomás, Guatemala) er en guatemalansk forsvarsspiller, der i øjeblikket spiller for Deportivo Marquense i Liga Nacional de Guatemala. Han spiller også på Guatemalas landshold.

## Eksterne links
- Gustavo Cabreras spillerprofil hos FIFA (engelsk)
- Gustavo Cabreras spillerprofil hos Major League Soccer (engelsk)
- Gustavo Cabreras spillerprofil på Transfermarkt (engelsk)
- Gustavo Cabreras spillerprofil på national-football-teams.com (engelsk)
- Gustavo Cabreras profil hos FootballDatabase.eu (engelsk)
- Spillerprofil Arkiveret 3. marts 2012 hos  Wayback Machine – Xelaju MC